# Background check
Background check (v češtině neexistuje adekvátní překlad, v některých případech lze přeložit jako „ověření spolehlivosti“, nicméně nejedná se o zcela přesné znění) je prověření informací poskytnutých uchazečem o zaměstnání v životopisu a sdělených v průběhu přijímacího pohovoru. Background check je součástí náborového procesu a obvykle je úspěšné absolvování podmínkou podepsání pracovní smlouvy. V České republice se mnohdy považuje za background check i pouhé ověření referencí od předchozího zaměstnavatele, což je ovšem mylný výklad.
Background check nelze provádět bez souhlasu kandidáta. Kandidát má také právo v jakémkoliv okamžiku odvolat svůj souhlas. Neabsolvování background checku je obvykle považováno za důvod pro neuzavření pracovní smlouvy, případně zrušení již vzniklého pracovního poměru ve zkušební lhůtě. Je vždy na rozhodnutí zaměstnavatele, které pracovní pozice budou do procesu ověřování zařazeny a jak bude rozhodnuto v případě sporného výsledku prověření.
Background check slouží ke zvýšení důvěry zaměstnavatele k novému zaměstnanci a zamezení případného podvodného chování. Firma má obvykle vymezený okruh rizikových pracovních pozic (práce s hotovostí, práce s důvěrnými daty), u kterých vyžaduje ověření základních náležitostí od předchozích zaměstnavatelů a potvrzení informací o studiu a jeho výsledcích.
V posledních letech se ověření pravdivosti předložených informací přikládá stále vyšší váha. Do značné míry to souvisí se vzrůstající mírou fluktuace zaměstnanců a množstvím důvěrných informací, které dnešní organizace shromažďují.

## Obsah background checku
Background check má obvykle několik stupňů dle míry detailu prověřovaných skutečností. Pokud se zaměstnavatel rozhodne pro ověřování skutečností u nových zaměstnanců, vyčlení pro různé pozice příslušný stupeň prověření. Toto rozdělení zamezí zbytečnému prodlužování procesu a předejde sběru nerelevantních informací. Background check se omezuje na ověření vždy nezbytně nutných informací.
V rámci ověřování se prověřují následující informace:
- Osobní informace (jméno, příjmení, bydliště)
- Dosažené vzdělání (škola, titul, výsledky studia)
- Předchozí zaměstnavatelé (přesná data začátku a konce pracovního poměru, existence zaměstnavatele, název pozice, náplň práce)
- Reference (ověření formálního pracovního posudku a posouzení a doporučení od předchozího nadřízeného)
- Rejstřík trestů (ověření originálu výpisu z trestního rejstříku)

V České republice nelze ověřovat finanční situaci kandidátů (a to ani s písemným souhlasem). Úvěrové registry nesmí informace o úvěrech a průběhu splácení poskytovat.
Background check nikdy nenarušuje právo na mlčenlivost – neobsahuje například prověření zdravotního stavu.

## Proces
Background check nelze provést bez písemného souhlasu kandidáta. Kandidát musí písemně uvést veškeré informace k ověření do dotazníku, který je třeba podepsat. V případě, že jsou ověřovány informace u předchozích zaměstnavatelů, musí kandidát přiložit souhlas pro předchozího zaměstnavatele s vymezením okruhu informací, které může předchozí zaměstnavatel poskytnout. Kandidát musí být informován o způsobu sběru informací a způsobu uložení získaných informací a jejich skartaci (jak v případě kladného výsledku prověření, tak i pro případ záporného výsledku).
Zaměstnavatel obvykle neprovádí prověření sám, ale s pomocí externího dodavatele. Dodavatel kontaktuje příslušné zaměstnavatele se žádostí o ověření poskytnutých informací. Po obdržení výsledku informuje o souladu či nesouladu zaměstnavatele k učinění finálního rozhodnutí.
Celý proces ověření může trvat až 30 dní v případě detailního ověřování referencí u několika předchozích zaměstnavatelů.